# Романовское сельское поселение (Ленинградская область)
Рома́новское се́льское поселе́ние — муниципальное образование в составе Всеволожского района Ленинградской области. Административный центр — посёлок Романовка.
С 1 января 2006 года, главой поселения и главой администрации является Беляков Сергей Владимирович.

## Географические данные
- Общая площадь: 182,1 км²
- Нахождение: восточная часть Всеволожского района
- Граничит:
  - на севере и востоке — с Рахьинским городским поселением
  - на юго-востоке — со Щегловским сельским поселением
  - на юго-западе — с Всеволожским городским поселением
  - на северо-западе — с Токсовским городским поселением

По территории поселения проходят автодороги:
- 41К-064 «Дорога жизни» (Санкт-Петербург — Морье)
- 41К-070 (Магнитная станция — Посёлок имени Морозова)
- 41К-202 (Проба — Лепсари — Борисова Грива)

Расстояние от административного центра поселения до районного центра — 5 км
По территории поселения проходит железная дорога Ириновского направления ОЖД.

## Геологические особенности
Значительные площади занимают биогенные отложения, представленные торфом мощностью до 7-8 метров.

## История
В начале 1920-х годов в составе Ленинской волости Петроградского уезда Петроградской губернии был образован Романовский сельсовет.
В 1926 году был организован Романовский финский национальный сельсовет, население которого составляли: финны — 1692, русские — 177, другие нац. меньшинства — 68 человек. В состав сельсовета по данным переписи населения 1926 года входили деревни: Бабино, Волчьи Горы, Губки, Корнево, Мельничный Ручей, Романовка, Углово и ж.д. станция Корнево.
В августе 1927 года Романовский сельсовет вошёл в состав Ленинского района Ленинградской области.
В ноябре 1928 года к Романовскому финскому национальному сельсовету был присоединён упразднённый Пробинский сельсовет.
20 августа 1930 года Ленинский район был ликвидирован, Романовский финский национальный сельсовет вошёл в состав Ленинградского Пригородного района.
17 августа 1931 года к Романовскому финскому национальному сельсовету был присоединён упразднённый Румболовский сельсовет, а 10 августа 1934 года Щегловский сельсовет.
По административным данным 1933 года к Романовскому финскому национальному сельсовету относились деревни: Мельничьи Ручьи, Волчьи Горы, Корнево, Проба, Лепсара, Романовка, Бабино, Губки, Углово, Пугарево, Малое Пугарево, Кясселево, Румболово и посёлок Отрада. Общая численность населения сельсовета составляла 2821 человек.
По административным данным 1936 года в составе сельсовета находились 21 населённый пункт, 767 хозяйств и 9 колхозов.
В 1938 году было принято решение Романовский финский национальный сельсовет с количеством населения в 6824 чел., из них русских — 1729 чел. и финнов — 4095 чел., ликвидировать.
19 сентября 1939 года центр Романовского сельсовета Всеволожского района был перенесён в деревню Щеглово, а сельсовет переименован в Щегловский.
Романовский сельсовет был образован на основании решения исполкома Леноблсовета № 300 от 23 октября 1989 года. В состав вновь образованного сельсовета, общей численностью населения 5243 человека, вошли: посёлок при станции Корнево, деревни Корнево, Кяселево, Лепсари, Пугарево, Романовка, Углово и местечко Углово. Административным центром сельсовета стала деревня Корнево. Деревня Лепсари была передана в состав вновь образованного сельсовета из состава Вагановского сельсовета, остальные населённые пункты — из состава Щегловского сельсовета.
В январе 1994 года постановлениями главы администрации Ленинградской области было изменено название административно-территориальной единицы районов Ленинградской области «сельсовет» на исторически традиционное — «волость».
1 января 2006 года в соответствии с областным законом № 17-оз от 10 марта 2004 года образовано Романовское сельское поселение, в его состав вошла территория бывшей Романовской волости.

## Население
| 2006    | 2010    | 2011  | 2012  | 2013  | 2014    | 2015    |
| ------- | ------- | ----- | ----- | ----- | ------- | ------- |
| 7300    | ↗8065   | ↗8093 | ↗8163 | ↗8373 | ↗8612   | ↗8863   |
| 2016    | 2017    | 2018  | 2019  | 2020  | 2021    | 2023    |
| ↗9036   | ↗9197   | ↗9409 | ↗9610 | ↗9721 | ↗10 076 | ↗10 084 |
| 2024    | 2025    |       |       |       |         |         |
| ↘10 056 | ↗10 242 |       |       |       |         |         |

## Состав сельского поселения
| № | Населённый пункт | Тип населённого пункта              | Население |
| - | ---------------- | ----------------------------------- | --------- |
| 1 | Корнево          | посёлок при железнодорожной станции | ↗359      |
| 2 | Лепсари          | деревня                             | ↗69       |
| 3 | Романовка        | посёлок, административный центр     | ↗8370     |
| 4 | Углово           | деревня                             | ↗105      |
| 5 | Углово           | местечко                            | ↘12       |
| 6 | Углово           | посёлок                             | ↗1278     |

## Экономика
На территории поселения работают: ОАО ПЗ «Спутник», ОАО «Романовская жилищная управляющая организация», ОАО «Транслес», УПТК «Балтийские нефтепроводные системы». 

а также муниципальные предприятия: МП "Единая служба заказчика МО «Романовское сельское поселение», МП «Романовский комбинат бытовых услуг», МУ ДК «Свеча», МУП «Романовские коммунальные системы».

## Памятники
Памятники и монументы истории и культуры регионального значения, находящиеся на территории МО «Романовское сельское поселение».
- Памятные километровые столбы по Дороге жизни № 12, 13, 14, 15, 16, 17, 18.
- Памятный монумент «Старый участок Дороги жизни».
- Памятный монумент «Катюша».
- Воинское захоронение в м. Углово.
- Курган Памяти «Никто не забыт и ничто не забыто!» п. Романовка.
- Аллея Памяти Ветеранов ВОВ.